# 赫利博凱 (鮑里斯皮爾區)
50°15′46″N 30°56′24″E / 50.26278°N 30.94000°E
赫利博凱（烏克蘭語：Глибоке）是位於烏克蘭北部的村莊，由基辅州鲍里斯皮尔区的鲍里斯皮尔市镇負責管轄。該村始建於1630年，面積4.27平方公里，海拔高度108米，2001年人口2,107，人口密度每平方公里494人。